# The Return of Doctor X
The Return of Doxtor X is een Amerikaanse horrorfilm uit 1939 en is het filmdebuut van regisseur Vincent Sherman. 

## Verhaal
De actrice Angela Merrova wordt door reporter Walter Garett dood aangetroffen in haar appartement. Garett doet verslag, maar krijgt een aanklacht ingediend door dezelfde Angela Merrova. Hij gaat samen met Dr. Mike Rhodes op onderzoek uit en stuiten samen op een geheimzinnige dokter, die zich heeft gespecialiseerd in mensenbloed.

## Rolverdeling
| Acteur          | Personage          | Nota                  |
| --------------- | ------------------ | --------------------- |
| Wayne Morris    | Walter Garrett     | Barnett in de credits |
| Rosemary Lane   | Joan Vance         |                       |
| Humphrey Bogart | Dr. Maurice Xavier | Marshall Quesne       |
| Dennis Morgan   | Dr. Mike Rhodes    |                       |
| John Litel      | Dr. Francis Flegg  |                       |
| Lya Lys         | Angela Merrova     |                       |
| Huntz Hall      | Pinky              |                       |

## Trivia
- Ondanks wat de titel doet vermoeden, is The Return of Doctor X geen sequel op Doctor X, een film die in 1933 door Warner Brothers werd uitgebracht.[1]
- Humphrey Bogart heeft buiten deze film nooit in enige andere sciencefictionfilm of horrorfilm gespeeld. Hij stemde toe om Doctor X te spelen om Vincent Sherman, een goede vriend van Bogart, op weg te helpen met zijn filmdebuut. Zelf beschouwt hij deze film, samen met Swing Your Lady als zijn slechtste werk.[2]